# 耳咽管
耳咽管或称听管、咽鼓管、欧氏管（英语：Eustachian tube、E－tube或 auditory tube），是连接咽喉和中耳的管道，在解剖学上属于中耳，位于鼓室下部。成人的耳咽管约3.5厘米长。耳咽管可以维持中耳和外界压强的平衡，但有时细菌也得以进入中耳，造成中耳炎。
耳咽管是由十六世纪解剖学家巴托罗梅奥·埃乌斯塔基奥（Bartolomeo Eustachi）发现的，因此也叫欧氏管。